# Stari Glog (Chorwacja)
Stari Glog – wieś w Chorwacji, w żupanii zagrzebskiej, w gminie Gradec. W 2011 roku liczyła 104 mieszkańców.